# Paulo César Arruda Parente
Paulo César Arruda Parente (Osasco, 26 giugno 1978) è un ex calciatore brasiliano, di ruolo difensore, tecnico del Paris Saint-Germain femminile.

## Carriera

### Club
Iniziata la carriera in varie società calcistiche brasiliane, nel 2002 venne acquistato dal Paris SG, allora allenato da Luis Fernández. Qui vinse la coppa di Francia nel 2006 contro i rivali del Marsiglia. Nel 2007 passò al Tolosa di Élie Baup, dove collezionò 60 presenze e mise a segno 3 reti. Nel 2009 tornò in Brasile, concludendo la carriera nel 2014 dopo una stagione con il Taboão da Serra.

### Nazionale
Prese parte a tre incontri con la selezione brasiliana e partecipò al Torneo di Tolone nel 1996.

## Palmarès

### Club

#### Competizioni nazionali
- Campeonato Brasileiro Série C: 1

Fluminense: 1999
- Coppa di Francia: 1

Paris Saint-Germain: 2005-2006
- Campeonato Brasileiro Série A: 1

Santos: 2004

#### Competizioni internazionali
- Copa de Oro: 1

Flamengo: 1996

### Nazionale
- Torneo di Tolone: 1

1996